# Totland (Vågsøy)
Totland – wieś w zachodniej Norwegii, w okręgu Sogn og Fjordane, w gminie Vågsøy. Wieś leży przy ujściu rzek Totlandselva i Rimstadselva, na północnym brzegu fiordu Nordfjord, przy norweskiej drodze krajowej nr 15. Totland znajduje się 2 km na zachód Bryggja i około 20 km na wschód od centrum administracyjnego gminy – Måløy. 
W 2001 roku wieś liczyła 209 mieszkańców.
W Totland znajduje się kościół, który wybudowany został w 1912 roku.